# Dorstenia afromontana
Dorstenia afromontana är en mullbärsväxtart som beskrevs av R. E. Fries. Dorstenia afromontana ingår i släktet Dorstenia och familjen mullbärsväxter. Inga underarter finns listade i Catalogue of Life.